# Mahdalivka, Pidvolociîsk
Mahdalivka (în ucraineană Магдалівка) este localitatea de reședință a comunei Mahdalivka din raionul Pidvolociîsk, regiunea Ternopil, Ucraina.

## Demografie
Componența lingvistică a localității Mahdalivka
     Ucraineană (100%)
Conform recensământului din 2001, toată populația localității Mahdalivka era vorbitoare de ucraineană (100%).